# トラックターミナル
トラックターミナルとは、トラック同士の荷物を積み替える施設のこと。和製英語。
元々、全国規模の大手の運送業者（ヤマト運輸、日本通運など）は、自社のトラックターミナルを持っているが、中小以下の多くの個別の運送業者が所有する荷さばき施設を集約し、より効率的な流通体系の構築を目指すために官主導で設置されるようになった。これは、特に公共トラックターミナルと呼ばれる。こうした背景から、公共ターミナルの事業者は官民共同出資の第三セクターが多い。自動車ターミナル法におけるトラックターミナル事業を行う場合には、国土交通大臣の許可を要する。

## 概要
長距離用の路線トラックからの荷物を、配送用の中型トラックに積み替える、またはその逆、加えて一時的な荷物の保管・集積等の荷さばきが行われる。
日本では、政府が出資した特殊会社である日本自動車ターミナル株式会社が1965年（昭和40年）に設立され、1968年（昭和43年）、東京都の平和島に日本初となる京浜トラックターミナルを設置、その後全国へ展開した。
機能としては、貨物列車による貨物輸送が主体であった時代の、鉄道の操車場（行き先方面別に貨車の入換を行っていた施設）に似ている。

## 日本のトラックターミナル
「一般トラックターミナル一覧 平成28年4月1日現在」 (PDF) および全国トラックターミナル協会員のネットワークによる
| ターミナル名                 | 所在                 | 運営者                         | 備考 |
| ---------------------------- | -------------------- | ------------------------------ | ---- |
| 札幌トラックターミナル       | 北海道札幌市白石区   | 北海道トラックターミナル       |      |
| 岩手トラックターミナル       | 岩手県紫波郡矢巾町   | 岩手トラックターミナル         |      |
| 仙台トラックターミナル       | 宮城県仙台市宮城野区 | 仙台トラックターミナル         |      |
| 仙台南トラックターミナル     | 宮城県名取市         | 東北高速道路ターミナル         |      |
| 郡山トラックターミナル       | 福島県郡山市         | 東北高速道路ターミナル         |      |
| 京浜トラックターミナル       | 東京都大田区         | 日本自動車ターミナル           |      |
| 板橋トラックターミナル       | 東京都板橋区         | 日本自動車ターミナル           |      |
| 足立トラックターミナル       | 東京都足立区         | 日本自動車ターミナル           |      |
| 葛西トラックターミナル       | 東京都江戸川区       | 日本自動車ターミナル           |      |
| 四日市トラックターミナル     | 三重県四日市市       | 三徳                           |      |
| 金沢トラックターミナル       | 石川県金沢市         | 北陸高速道路ターミナル         |      |
| 東大阪トラックターミナル     | 大阪府東大阪市       | 南海電気鉄道                   |      |
| 北大阪トラックターミナル     | 大阪府茨木市         | 南海電気鉄道                   |      |
| 大阪南港トラックターミナル   | 大阪府大阪市住之江区 | 大阪港トランスポートシステム   |      |
| 岡山県トラックターミナル     | 岡山県岡山市中区     | 岡山県トラックターミナル       |      |
| 徳島県トラックターミナル     | 徳島県徳島市         | 徳島県トラックターミナル       |      |
| 広島市西部トラックターミナル | 広島県広島市西区     | 広島市流通センター             |      |
| 天保山トラックターミナル     | 愛媛県今治市         | 協同組合今治流通センター       |      |
| 四国トラックターミナル       | 香川県高松市         | 四国トラックターミナル         |      |
| 鳥栖トラックターミナル       | 佐賀県鳥栖市         | 九州高速道路ターミナル         |      |
| 熊本トラックターミナル       | 熊本県熊本市東区     | 九州高速道路ターミナル         |      |
| 鹿児島臨海トラックターミナル | 鹿児島県鹿児島市     | 鹿児島県共同トラックターミナル |      |